# Fulgoraria
Fulgoraria là một chi ốc biển, là động vật thân mềm chân bụng sống ở biển trong họ Volutidae.

## Các loài
Các loài thuộc chi Fulgoraria bao gồm:
Subgenus Fulgoraria (Fulgoraria) Schumacher, 1817
- Fulgoraria ericarum Douté, 1997[2]
- Fulgoraria hamillei (Crosse, 1869)[3]
- Fulgoraria humerosa Rehder, 1969[4]
- Fulgoraria kaoae Bail, 2008[5]
- Fulgoraria leviuscula Rehder, 1969[6]
- Fulgoraria rupestris (Gmelin, 1791)[7]

Subgenus Fulgoraria (Kurodina) Rehder, 1969
- Fulgoraria smithi (Sowerby III, 1901)[8]

Subgenus Fulgoraria (Musashia) Hayashi, 1966
- Fulgoraria allaryi Bail, 2005[9]
- Fulgoraria cancellata Kuroda & Habe, 1950[10]
- Fulgoraria carnicolor Bail & Chino, 2010
- Fulgoraria chinoi Bail, 2000[11]
- Fulgoraria clara (Sowerby III, 1914)[12]
- Fulgoraria formosana Azuma, 1967[13]
- Fulgoraria hirasei (Sowerby III, 1912)[14]
- Fulgoraria noguchii Hayashi, 1960[15]

Subgenus Fulgoraria (Nipponomelon) Shikama, 1967
- Fulgoraria elongata Shikama, 1962
- Fulgoraria megaspira (Sowerby I, 1844)[16]

Subgenus Fulgoraria (Psephaea) Crosse, 1871
- Fulgoraria concinna (Broderip, 1836)[17]
- Fulgoraria daviesi (Fulton, 1938)[18]
- Fulgoraria kamakurensis Okuta, 1949[19]
- Fulgoraria kaneko Hirase, 1922[20]
- Fulgoraria kaoae Bail, 2008[21]
- Fulgoraria mentiens (Fulton, 1940)[22]

Các loài được đưa vào đồng nghĩa
- Fulgoraria delicata (Fulton, 1940)[23]: đồng nghĩa của Saotomea (Saotomea) delicata (Fulton, 1940)
- Fulgoraria minima Bondarev, 1994[24]: đồng nghĩa của Saotomea (Bondarevia) minima (Bondarev, 1994)
- Fulgoraria pratasensis Lan, 1997[25]: đồng nghĩa của Saotomea (Saotomea) pratasensis Lan, 1997
- Fulgoraria solida Bail & Chino, 2000[26]: đồng nghĩa của Saotomea (Saotomea) solida (Bail & Chino, 2000)
- Fulgoraria allaryi Bail, 2005[27]: đồng nghĩa của Fulgoraria (Musashia) allaryi Bail, 2005